# Filomenaleonisa Iakopo
Filomenaleonisa Iakopo (* 10. Februar 2006 in Saipan) ist eine Leichtathletin aus Amerikanisch-Samoa, die sich auf den Sprint spezialisiert hat. Aktuell ist sie Inhaberin der Landesrekorde über 100 und 200 Meter.

## Sportliche Laufbahn
Erste internationale Erfahrungen sammelte im Jahr 2022, als sie bei den U18-Ozeanienmeisterschaften in Mackay mit 13,22 s und 27,95 s jeweils im Vorlauf über 100 und 200 Meter ausschied. Anschließend belegte sie bei den Pazifik-Minispielen in Saipan in 28,49 s den achten Platz im 200-Meter-Lauf. Im Jahr darauf schied sie bei den Pazifikspielen in Honiara mit 13,00 s im Halbfinale im 100-Meter-Lauf aus und kam über 200 Meter mit 26,66 s nicht über die Vorrunde hinaus. 2024 schied sie bei den Hallenweltmeisterschaften in Glasgow mit 8,44 s in der ersten Runde über 60 Meter aus und im Juni schied sie bei den Ozeanienmeisterschaften in Suva mit 13,38 s und 27,30 s jeweils im Vorlauf über 100 und 200 Meter aus. Dank einer Wildcard nahm sie im August über 100 Meter an den Olympischen Sommerspielen in Paris teil und schied dort mit neuem Landesrekord von 12,78 s in der Vorausscheidungsrunde aus. Zudem war sie Fahnenträgerin ihrer Nation bei der Eröffnungs- und Schlussveranstaltung der Spiele.

## Persönliche Bestleistungen
- 100 Meter: 12,78 s (0,0 m/s), 2. August 2024 in Paris (Landesrekord)
  - 60 Meter (Halle): 8,44 s, 2. März 2024 in Glasgow (Landesrekord)
- 200 Meter: 26,66 s (0,0 m/s), 29. November 2023 in Honiara (Landesrekord)